# Széchényi Franciska Karolina
Széchényi Franciska Karolina grófnő (Cenk, 1783. november 4. – Pinkafő, 1861. október 10.) gróf sárvár-felsővidéki Széchényi Ferenc és Festetics Julianna grófnő harmadik gyermeke, Széchenyi István nővére.
Művészi vénával rendelkezett, akár édesapja. A bécsi kongresszuson feltűnt kiváló zongorajátékával. Verseket írt, festett, dalokat szerzett. Az egyik első magyar zeneszerzőnő. Két miséjéről tudunk, dalokról és templomi énekekről, amelyeknek a zenéjét ő írta. 
Férje (Kópháza, 1802. október 5.) németújvári Batthyány Miklós gróf (1778. június 24. – 1842. április 14.).
Férje halála után visszavonult birtokára, és ott a jótékonyságnak élt. Templomot épített, rendházat, kórházat, árvaházat, iskolát, bölcsődét alapított. Mindezt a birtok jövedelméből finanszírozta, amit legkorszerűbb módon felfejlesztett. 
Bécsben Hofbauer Szent Kelemen köréhez tartozott, az ő lelkiségét vitte tovább életében. 1854-ben a saját maga által alapított kolostorba vonult novíciaként, 1860-ben örökfogadalmat tett, egyszerű apácaként élete alkonyát a betegek ápolásának szentelte.
Pinkafőn emléke most is él, a település szentéletű jótevőjeként emlékeznek rá.

## Származása
| Széchényi Franciska Karolina (Cenk, 1783. nov. 4.– Pinkafő, 1861. október 10.) | Apja: sárvár-felsővidéki gr. Széchényi Ferenc (Széplak, 1754. ápr. 28.– Bécs, 1820. dec. 13.) valóságos belső titkos tanácsos | Apai nagyapja: sárvár-felsővidéki gr. Széchényi Zsigmond (Sopron, 1720. dec. 21.– Széplak, 1769. okt. 19. huszárkapitány, cs. és kir. kamarás | Apai nagyapai dédapja: sárvár-felsővidéki gr. Széchényi Zsigmond (Egervár, 1681.– Széplak, 1738. szept. 14.) császári és királyi kamarás (Szülei: gróf Széchenyi György, Szentgyörgy, Egervár és Pölöske várak kapitánya, földbirtokos, és beketfalvi Mórocz Ilona) |
| Széchényi Franciska Karolina (Cenk, 1783. nov. 4.– Pinkafő, 1861. október 10.) | Apja: sárvár-felsővidéki gr. Széchényi Ferenc (Széplak, 1754. ápr. 28.– Bécs, 1820. dec. 13.) valóságos belső titkos tanácsos | Apai nagyapja: sárvár-felsővidéki gr. Széchényi Zsigmond (Sopron, 1720. dec. 21.– Széplak, 1769. okt. 19. huszárkapitány, cs. és kir. kamarás | Apai nagyapai dédanyja: németújvári gr. Batthyány Mária Terézia (? –Sopron, 1721. jún. 15.) (Szülei: gróf Batthyány Ferenc és Marie Anne Elisabeth Zehenter von Zehentgrub)                                                                                         |
| Széchényi Franciska Karolina (Cenk, 1783. nov. 4.– Pinkafő, 1861. október 10.) | Apja: sárvár-felsővidéki gr. Széchényi Ferenc (Széplak, 1754. ápr. 28.– Bécs, 1820. dec. 13.) valóságos belső titkos tanácsos | Apai nagyanyja: cziráki és dénesfalvi gr. Cziráky Mária (1724. okt. 1.– Sopron, 1787. nov. 7.)                                                | Apai nagyanyai dédapja: cziráki és dénesfalvi gr. Cziráky József (Szülei: gr. Cziráky László, és báró divékújfalussi Újfalussy Erzsébet) |
| Széchényi Franciska Karolina (Cenk, 1783. nov. 4.– Pinkafő, 1861. október 10.) | Apja: sárvár-felsővidéki gr. Széchényi Ferenc (Széplak, 1754. ápr. 28.– Bécs, 1820. dec. 13.) valóságos belső titkos tanácsos | Apai nagyanyja: cziráki és dénesfalvi gr. Cziráky Mária (1724. okt. 1.– Sopron, 1787. nov. 7.)                                                | Apai nagyanyai dédanyja: szalai és tavarnai gr. Barkóczy Bora (Szülei: gr. Barkóczy Ferenc, Zemplén vármegye főispánja, földbirtokos, és gróf zicsi és vásonkeői Zichy Julianna)                                                                                    |
| Széchényi Franciska Karolina (Cenk, 1783. nov. 4.– Pinkafő, 1861. október 10.) | Anyja: tolnai gr. Festetics Julianna (Jablonca, 1753. okt. 30.– Bécs, 1824. jan. 20.)                                         | Anyai nagyapja: tolnai gr. Festetics Pál (Ság, 1727. dec. 7.– Pozsony, 1782. márc. 28.) főispán, földbirtokos                                 | Anyai nagyapai dédapja: tolnai Festetics Kristóf (Ság, 1696. júl. 22.– Sopron, 1768. febr. 25.) Somogy vármegye alispánja, országgyűlési követ, földbirtokos (Szülei: Festetics Pál, dunántúli vicegenerális, földbirtokos, és nemes Fitter Erzsébet)               |
| Széchényi Franciska Karolina (Cenk, 1783. nov. 4.– Pinkafő, 1861. október 10.) | Anyja: tolnai gr. Festetics Julianna (Jablonca, 1753. okt. 30.– Bécs, 1824. jan. 20.)                                         | Anyai nagyapja: tolnai gr. Festetics Pál (Ság, 1727. dec. 7.– Pozsony, 1782. márc. 28.) főispán, földbirtokos                                 | Anyai nagyapai dédanyja: mezőszegedi Szegedy Judit (Mezőszeged, 1705. aug. 4.- ?) (Szülei: Szegedy Pál, Vas vármegye alispánja, földbirtokos, és telekesi Török Katalin)                                                                                            |
| Széchényi Franciska Karolina (Cenk, 1783. nov. 4.– Pinkafő, 1861. október 10.) | Anyja: tolnai gr. Festetics Julianna (Jablonca, 1753. okt. 30.– Bécs, 1824. jan. 20.)                                         | Anyai nagyanyja: nagybossányi gr. Bossányi Júlia (Jablonca, 1734. febr. 9.– Nagyszombat, 1805. febr. 27.)                                     | Anyai nagyanyai dédapja: nagybossányi gr. Bossányi Imre (Nagybossány, 1706. nov. 3.– Récsény, 1781. aug. 12.) alországbíró, helytartósági tanácsos, alispán, földbirtokos (Szülei: Bossányi Péter, földbirtokos, és nagybossányi Bossányi Krisztina)                |
| Széchényi Franciska Karolina (Cenk, 1783. nov. 4.– Pinkafő, 1861. október 10.) | Anyja: tolnai gr. Festetics Julianna (Jablonca, 1753. okt. 30.– Bécs, 1824. jan. 20.)                                         | Anyai nagyanyja: nagybossányi gr. Bossányi Júlia (Jablonca, 1734. febr. 9.– Nagyszombat, 1805. febr. 27.)                                     | Anyai nagyanyai dédanyja: korláthkeői Korláthkeőy Éva (Korlátkő, 1711. márc. 29.– Motesic, 1798. febr. 25.) (Szülei: Korláthkeőy László, földbirtokos, és ozori és Kohanóczi Ottlik Julianna)                                                                       |